# Eremopodium vittaeforme
Eremopodium vittaeforme là một loài dương xỉ trong họ Aspleniaceae. Loài này được Trevis. mô tả khoa học đầu tiên năm 1877.
Danh pháp khoa học của loài này chưa được làm sáng tỏ. 